# Yoshio Kojima
Yoshio Kojima (小島 よしお, Kojima Yoshio), né le 16 novembre 1980, est un comique japonais qui apparaît à la télévision toujours uniquement habillé d'un slip de bain. Ses phrases le plus connues sont Sonna no kankei nee ! (そんなの関係ねぇ, « Cela n'a rien à voir ! », prononcée généralement après une erreur intentionnelle de sa part) et Oppappī ! (おっぱっぴー, abréviation de Ocean Pacific Peace). Ces phrases sont habituellement suivies d'une danse personnelle pendant laquelle il se penche en faisant une série de coups de poing vers le sol tandis que sa jambe arrière gesticule. Le cri Oppapī, ou parfois autre chose de proche, est une technique couramment utilisé par les comiques japonais pour avoir une onomatopée facile à retenir et à répéter et pouvant aider à leur popularisation et leur effet comique.
Kojima apparaît également dans l'émission de course d'obstacle Sasuke (connu en France sous le nom de Ninja Warrior).
Originaire de Kumejima dans la préfecture d'Okinawa, Kojima a cependant grandi à Chiba près de Tokyo. Il est diplômé de littérature japonaise de l'université Waseda.
Sa phrase Sonna no kankei nee ! est nommée en 2007 au concours des phrases à la mode (ja) (shingo ryukogo taisho) au Japon,.